# Gefährdung einer Entziehungskur
Die Gefährdung einer Entziehungskur ist in Deutschland gemäß § 323b des Strafgesetzbuches (StGB) ein Vergehen, das mit Freiheitsstrafe bis zu einem Jahr oder Geldstrafe bestraft wird.

## Wortlaut
Der Wortlaut des § 323b StGB lautet:
Wer wissentlich einem anderen, der auf Grund behördlicher Anordnung oder ohne seine Einwilligung zu einer Entziehungskur in einer Anstalt untergebracht ist, ohne Erlaubnis des Anstaltsleiters oder seines Beauftragten alkoholische Getränke oder andere berauschende Mittel verschafft oder überlässt oder ihn zum Genuss solcher Mittel verleitet, wird mit Freiheitsstrafe bis zu einem Jahr oder mit Geldstrafe bestraft.

## Tatbestand
Die Vorschrift schützt behördlich angeordnete oder sonst ohne Einwilligung des Betroffenen veranlasste Entziehungskuren gegen Störung durch Dritte. Der § 323b StGB ist ein abstraktes Gefährdungsdelikt. Die Norm stellt das Verschaffen oder Überlassen alkoholischer Getränke oder anderer berauschender Mittel ohne Berechtigung sowie das Verleiten zum Genuss derselben unter Strafe. Eine konkrete Gefährdung lässt sich aus dieser Tathandlung nicht darstellen. Das gefährdende Moment wird durch das Tatbestandsmerkmal des „Anderen“, der zu einer Entziehungskur untergebracht ist, hineininterpretiert und zunächst einmal ganz unspezifisch ausgelegt. Durch die Tathandlung wird das Opfer in dem ordnungsgemäßen Ablauf seiner Entziehungskur gestört. Dabei besteht die folgenreiche Möglichkeit, dass der Zweck der angeordneten Maßnahme der Entziehungskur nicht erreicht wird. Die Gefährdung einer ambulanten oder einer Entziehungskur, die von dem Betroffenen jederzeit abgebrochen werden kann, fällt nicht unter § 323b StGB.